# David Spangler Kaufman
David Spangler Kaufman (* 18. Dezember 1813 in Boiling Springs, Pennsylvania; † 31. Januar 1851 in Washington, D.C.) war ein US-amerikanischer Politiker.

## Leben
Kaufman schloss 1833 seine Ausbildung am Princeton College mit Auszeichnung ab. Im Anschluss studierte er in Natchez (Mississippi) unter John A. Quitman Recht und erhielt dort auch seine Zulassung als Rechtsanwalt. Zunächst ließ er sich in Natchitoches (Louisiana) nieder, übersiedelte aber 1837 nach Nacogdoches in Texas. Dort nahm er an den Kämpfen gegen die einheimischen Cherokee-Indianer teil. In der Schlacht gegen Häuptling Bowl im Jahr 1839 wurde Kaufman verwundet.

## Politik
In den folgenden Jahren nahm er in einer ganzen Reihe von Spitzenpositionen Einfluss auf die Politik der Republik Texas bzw. nach 1845 des Bundesstaats. Von 1838 bis 1841 gehörte er dem Repräsentantenhaus von Texas an und diente dort im Vierten und Fünften Kongress als Sprecher. Von Dezember 1843 bis Juni 1845 war er Mitglied des Senats der Republik.
Im Februar 1845 betraute ihn der texanische Präsident Anson Jones mit der Vertretung der Republik bei den Vereinigten Staaten in Washington. Nach der Annexion von Texas gehörte Kaufman als Abgeordneter der Demokraten – und als erster jüdischstämmiger Vertreter aus Texas – vom 30. März 1846 bis zu seinem Tod dem Kongress an.

## Tod
Kaufman starb im Alter von 37 Jahren in Washington und wurde zunächst dort auf dem Congressional Cemetery bestattet. 1932 wurden seine sterblichen Überreste auf den Texas State Cemetery in Austin überführt. Die Stadt Kaufman und das sie umgebende Kaufman County sind nach ihm benannt.